# Люце, Николай Павлович
Николай Павлович Люце (1869—1934) — русский военный  деятель, генерал-майор  (1916). Герой Первой мировой войны.

## Биография
Родился 2 (14) июля 1869 года.
В 1888 году  после окончания Второго кадетского корпуса вступил в службу. В 1890 году после окончания Николаевского кавалерийского училища произведён корнеты и выпущен в Белорусский 21-й драгунский полк; в 1894 году произведён в поручики.
Затем служил в Уланском Его Величества лейб-гвардии полку; с 1898 года — штабс-ротмистр, с 1902 — ротмистр. В 1908 году был произведён в полковники.

С 1914 года участвовал в Первой мировой войне. Сначала — командир Санкт-Петербургского 1-го уланского полка, с 1915 года — командир 1-й бригады 5-й кавалерийской дивизии; 9 марта 1915 года за храбрость награждён Георгиевским оружием: 
За то, что удержал, временно командуя лейб-гвардии Уланским полком, 19-го и 20-го сентября 1914 года, позиции у деревни Гурки против превосходных сил противника до подхода нашей пехоты
С 1916 года генерал-майор, командир 14-й кавалерийской дивизии.
После Октябрьской революции 1917 года воевал в Белой армии в рядах ВСЮР.
С 1920 года находился в эмиграции во Франции, где и умер — в Лионе, 20 апреля 1934 года.

## Награды
- Орден Святой Анны 3-й степени  (1904)
- Орден Святого Станислава 2-й степени  с мечами (1909; Мечи к ордену — ВП 04.03.1915)
- Орден Святого Владимира 4-й степени (1913; Мечи и бант к ордену — ВП 19.11.1914)
- Орден Святого Владимира 3-й степени с мечами (ВП ВП 01.11.1914)
- Георгиевское оружие (ВП 09.03.1915)

## Семья
С 30 июля 1895 года был женат на дочери коллежского советника Любови Фёдоровне Ивановой. Их дети: Вера (29.07.1896—?), Нина (02.02.1897—?), Павел (12.03.1899).